# Zdziechów Nowy
Zdziechów Nowy – wieś w Polsce położona w województwie łódzkim, w powiecie pabianickim, w gminie Lutomiersk.
W latach 1975–1998 miejscowość należała administracyjnie do województwa sieradzkiego.
Inne miejscowości o nazwie Zdziechów: Zdziechów